# Галкин, Сергей Викторович
Сергей Викторович Галкин (род. 18 августа 1972, Глазов, Удмуртская АССР) — советский и российский хоккеист, защитник. Тренер.

## Биография
Начинал заниматься хоккеем под руководством отца. На юниорском и молодёжном уровне играл за «Прогресс» Глазов (1985—1987), «Молот» Пермь (1987—1989), «Ижсталь» Ижевск (1989/90).
Выступал за комады «Прогресс» (1990/91, 1993/94, 1997/98, 2010/11), «Молот» (1991/92 — 1992/93), «Олимпия» Кирово-Чепецк (1994/95), «Тивали» Минск (1994/95 — 1995/96), «Полимир» Новополоцк и «Молот-Прикамье-2» (1996/97), «Рубин» Тюмень (1997/98), «Кедр» Новоуральск (1997/98 — 1998/99, 2004/05 — 2009/10, 2011/12), «Динамо-Энергия» Екатеринбург (1999/2000 — 2002/03), «Ижсталь» и «Ижсталь-2» (2003/04), «Металлург» Серов (2004/05).
Чемпион (1995, 1997), серебряный призёр (1996) чемпионата Беларуси.
Окончил Свердловский государственный педагогический институт, полный курс Уральского государственного педагогического университета (1996).
Закончил карьеру в 40 лет. Тренер в «Кедре» (2012/13 — 2013/14). Тренер в хоккейных школах «Энергия» (Рефтинский, 2015—2021), «Уралец» (Нижний Тагил, 2023), «Хризотил» (Асбест, с 2023).